# Sylvana van Hees
Sylvana van Hees (n. 4 aprilie 1993, Roosendaal, Brabantul de Nord, Țările de Jos) este o baschetbalistă ce a reprezentat Țările de Jos. A participat la două ediții ale Jocurilor Paralimpice (2020, 2024) în care a câștigat două medalii de aur.

## Participări
Lista de mai jos prezintă principalele competiții la care a participat Sylvana van Hees de-a lungul carierei.
- wheelchair basketball at the 2020 Summer Paralympics – women's tournament[*]